# Practice What You Preach
Practice What You Preach je treći studijski album američkog thrash metal sastava Testament objavljen 4. kolovoza 1989. godine. Prvi je album sastava koji završio je na ljestvice Billboard 200.

## Pozadina
Na Practice What You Preach sastav ostao vjeran svom thrash zvuku, vidio je nekoliko promjena u stilu kao što progresivne, tehničke, jazzove utjecaje, a tekstovi pjesama su više o politici i društvu nego o okultnom na prvih dvoh albuma. Pjesme kao što naslovna pjesma i "Blessed in Contempt" su o religiji, a "Greenhouse Effect" je o politici. "Sins of Omission" je o samoubojstvu, a "The Ballad" o prekidu i oporavku.
Navodno album bio snimljen uživo u studiju. Bio je posljednji album sastava koji producirao je Alex Perialas. Produkcija na albumu može se usporediti do produkciji albuma When the Storm Comes Down sastava Flotsam and Jetsam koji bio je objavljen 1990. godine nakon objavljena Practice What You Preach.
Do lipnja 1992. godine album bio je prodan u više od 450.000 primjeraka u SADu.

## Popis pjesama
Glazba: Chuck Billy, Alex Skolnick, Eric Peterson, Greg Christian, Louie Clemente.
| 1.    | »Practice What You Preach«        | Billy, Skolnick, Peterson | 4:57 |
| 2.    | »Perilous Nation«                 | Skolnick                  | 5:51 |
| 3.    | »Envy Life«                       | Peterson                  | 4:17 |
| 4.    | »Time Is Coming«                  | Billy                     | 5:26 |
| 5.    | »Blessed in Contempt«             | Billy, Skolnick, Peterson | 4:14 |
| 6.    | »Greenhouse Effect«               | Skolnick                  | 4:55 |
| 7.    | »Sins of Omission«                | Billy, Skolnick, Peterson | 5:00 |
| 8.    | »The Ballad«                      | Billy, Skolnick           | 6:08 |
| 9.    | »Nightmare (Coming Back to You)«  | Skolnick                  | 2:20 |
| 10.   | »Confusion Fusion« (instrumental) |                           | 3:07 |
| 46:15 |                                   |                           |      |

## Zasluge
| Testament - Chuck Billy - vokali - Alex Skolnick - glavna gitara, ritam gitara - Eric Peterson - ritam gitara, glavna gitara - Greg Christian - bas-gitara - Louie Clemente - bubnjevi Dodatni glazbenici - Mark Walters – prateći vokali - Bogdan Jablonski – prateći vokali - Willy Lang – prateći vokali - Elliot Cahn – prateći vokali | Ostalo osoblje - Tom Coyne – mastering - Roy Rowland – produkcija (vokali) - David Pigg – produkcija (gitari) - Michael Rosen – dodatni inženjer zvuka - Alex Perialas – miks, produkcija, snimanje - William Benson – slika na naslovnici - Nancy Lee Philcox – koncept naslovnici - Jim Martin – koncept naslovnici - Shaun Clark – fotografije (Alexa) - Gene Ambo – fotografije (Erica i Louiea) - Jenny Raisler – fotografije (Chucka) - Mark Leialoha – fotografije (Grega) - John Burlan – fotografije (sastava) - Bob Defrin – grafički dizajn |